# اچ‌دی ۸۸۲۱۸
اچ‌دی ۸۸۲۱۸ یک ستاره است که در صورت فلکی تلمبه قرار دارد.